# Greatest Hits, Vol. 3 (album Johnnyja Casha)
Greatest Hits, Vol. 3 je kompilacija Johnnyja Casha, objavljena 1978. u izdanju Columbia Recordsa. To je treći i posljednji dio Cashove Greatest Hits serije; prethodni dijelovi, Greatest Hits, Vol. 1 i Greatest Hits, Vol. 2, objavljeni su 1967. i 1971. Album je poznat jer sadržava dvije pjesme - "Old Time Feeling" i "It's All Over" - koje se do tada nisu pojavile na Cashovim izdanjima. Osim toga, "Old Time Feeling" i "I Wish I Was Crazy Again", druga s Waylonom Jenningsom koja se pojavila na I Would to See You Again iste godine, objavljene su kao singlovi, zauzevši 26. i 22. poziciju. Sam album je zauzeo 49. mjesto.

## Popis pjesama
1. "There Ain't No Good Chain Gang" (Hal Bynum, Dave Kirby) – 3:18
S I Would Like to See You Again (1978.)
2. "Any Old Wind That Blows" (Dick Feller) – 2:39
S Any Old Wind That Blows (1973.)
3. "Old Time Feeling" (Cash) – 2:44
4. "I Would Like to See You Again" (Larry T. Atwood, Charlie Craig) – 2:55
S I Would Like to See You Again (1978.)
5. "I Wish I Was Crazy Again" (Bob McDill) – 2:44
S I Would Like to See You Again (1978.)
6. "One Piece at a Time" (Wayne Kemp) – 4:00
S One Piece at a Time (1976.)
7. "After the Ball" (Cash) – 2:48
S The Rambler (1977.)
8. "Lady" (Cash) – 2:48
S The Rambler (1977.)
9. "It's All Over" (Cash) – 1:50

## Ljestvice
Album - Billboard (Sjeverna Amerika)
| Godina | Ljestvica      | Pozicija |
| ------ | -------------- | -------- |
| 1978.  | Country albumi | 49       |

Singlovi - Billboard (Sjeverna Amerika)
| Godina | Singl                      | Ljestvica        | Pozicija |
| ------ | -------------------------- | ---------------- | -------- |
| 1978.  | "Old Time Feeling"         | Country singlovi | 26       |
| 1978.  | "I Wish I Was Crazy Again" | Country singlovi | 22       |